# 礁蝴蝶魚
礁蝴蝶魚，為輻鰭魚綱鱸形目蝴蝶魚科的其中一種。

## 分布
本魚分布在西大西洋區，包括美國南部、墨西哥、貝里斯、尼加拉瓜、巴拿馬、哥斯大黎加、瓜地馬拉、加勒比海各島嶼、委內瑞拉、蓋亞那等海域。

## 深度
水深5至82公尺。

## 特徵
本魚體側扁，吻短。頭部有一黑色條紋通過眼睛，另外有一條從背鰭軟條經尾柄至臀鰭軟條的深色條紋。身體上半部為淡黃色，下半部為淡灰色，尾鰭淡黃色，在基底的白色。背鰭硬棘13至14枚，背鰭軟條20至22枚；臀鰭硬棘3枚、臀鰭軟條17至19枚。體長可達15公分。

## 生態
本魚棲息於珊瑚礁，經常成對出現，肉食性，以珊瑚蟲、多毛類、甲殼類為食。

## 經濟利用
可當作觀賞魚。有報告指出其體內具有雪卡毒素。